# Discografia di Giorgia
La discografia di Giorgia, cantautrice italiana, consiste in 12 album in studio, quattro album dal vivo, due raccolte, un EP, tre DVD, 52 singoli ufficiali — compresi altrettanti promozionali e di beneficenza —, 42 video musicali e sette colonne sonore, pubblicati a partire dal 1994 in Italia e all'estero.
Con i suoi album, Giorgia ha conquistato 15 volte la top ten e 5 volte la prima posizione in classifica, mentre tra i suoi singoli la top ten è stata raggiunta da 24 singoli, di cui 5 arrivati al primo posto. Detiene il record per essere la cantante donna della sua generazione con più settimane di presenza nelle classifiche FIMI-Nielsen e ha venduto circa 10 milioni di copie, certificate in Italia dal 1994 a oggi, tra album, DVD e singoli, e oltre 25 milioni di copie stimate nel mondo. Inoltre, è tra le cinque artiste donne che hanno venduto più dischi tra il 2000 e il 2010, nonché l'artista italiana ad aver venduto più dischi tra album e singoli nel 2002, mentre Gocce di memoria è il singolo italiano più venduto nel 2003.
Pur se per motivi personali, nonostante le numerose opportunità e un articolo di Billboard che la definì "in grado di fare lo stesso successo anche negli USA", non ha mai tentato seriamente di ottenere successo fuori dall'Italia, ha comunque avuto significativi riscontri di vendita anche in altri paesi. Dal 2007 ad oggi ha venduto con i soli singoli circa 950 000 copie mentre con un EP live (disponibile solo in digitale su iTunes) e cinque album ha venduto circa 1 010 000 copie per un totale di circa 1.960.000 vendute.
Dal 1994 a oggi, Giorgia ha inciso più di duecento brani, la maggior parte dei quali scritti dalla stessa Giorgia o in collaborazione con altri autori.

## Album

### Album in studio
| Anno                                                                                               | Titolo | Classifiche | Classifiche | Certificazioni     | Unità           |
| Anno                                                                                               | Titolo | ITA         | SWI         | Certificazioni     | Unità           |
| -------------------------------------------------------------------------------------------------- | --- | ----------- | ----------- | ------------------ | --------------- |
| 1994                                                                                               | Giorgia - Pubblicato: 8 giugno 1994 - Etichetta: Sony BMG - Formato: CD                                                     | 2           | —           | - ITA: Platino     | - ITA: 170 000+ |
| 1995                                                                                               | Come Thelma & Louise - Pubblicato: 19 aprile 1995 - Etichetta: Sony BMG - Formato: CD                                       | 2           | 46          | - ITA: Platino     | - ITA: 250 000+ |
| 1997                                                                                               | Mangio troppa cioccolata - Pubblicato: 5 settembre 1997 - Etichetta: Sony BMG, Ricordi - Formato: CD                        | 1           | —           | - ITA: Platino (3) | - ITA: 300 000+ |
| 1999                                                                                               | Girasole - Pubblicato: 14 aprile 1999 - Etichetta: Dischi di cioccolata, Sony BMG, Ricordi - Formato: CD                    | 8           | —           | - ITA: Platino (2) | - ITA: 200 000+ |
| 2001                                                                                               | Senza ali - Pubblicato: 2 marzo 2001 - Etichetta: Dischi di cioccolata, Sony BMG - Formato: CD                              | 3           | 47          | - ITA: Platino (2) | - ITA: 200 000+ |
| 2003                                                                                               | Ladra di vento - Pubblicato: 12 settembre 2003 - Etichetta: Dischi di cioccolata, Sony BMG - Formato: CD                    | 1           | 79          |                    |                 |
| 2007                                                                                               | Stonata - Pubblicato: 14 novembre 2007 - Etichetta: Dischi di cioccolata, Sony - Formato: CD                                | 2           | —           | - ITA: Platino (2) | - ITA: 180 000+ |
| 2011                                                                                               | Dietro le apparenze - Pubblicato: 6 settembre 2011 - Etichetta: Dischi di cioccolata, Sony - Formato: CD, download digitale | 1           | 19          | - ITA: Platino (2) | - ITA: 120 000+ |
| 2013                                                                                               | Senza paura - Pubblicato: 5 novembre 2013 - Etichetta: Microphonica, Sony - Formato: CD, download digitale                  | 1           | 58          | - ITA: Platino (2) | - ITA: 100 000+ |
| 2016                                                                                               | Oronero - Pubblicato: 28 ottobre 2016 - Etichetta: Microphonica, Sony - Formato: CD, LP, download digitale                  | 2           | 39          | - ITA: Platino (2) | - ITA: 100 000+ |
| 2023                                                                                               | Blu1 - Pubblicato: 17 febbraio 2023 - Etichetta: Sony - Formato: CD, LP download digitale                                   | 12          | —           |                    |                 |
| "—" indica una pubblicazione che non si è classificata o che non è stata pubblicata in quel Paese. | |             |             |                    |                 |

### Raccolte
| Anno                                                                                               | Titolo | Classifiche | Classifiche | Certificazioni                                       | Unità                                             |
| Anno                                                                                               | Titolo | ITA         | SWI         | Certificazioni                                       | Unità                                             |
| -------------------------------------------------------------------------------------------------- | --- | ----------- | ----------- | ---------------------------------------------------- | ------------------------------------------------- |
| 2002                                                                                               | Greatest Hits - Le cose non vanno mai come credi - Primo Greatest Hits - Pubblicato: 12 giugno 2002 - Etichetta: Dischi di cioccolata, Sony BMG - Formato: CD | 1           | 49          | - ITA: - Diamante (pre-FIMI) - Platino (dal 2009)    | - ITA: - 500 000+ (pre-FIMI) - 50 000+ (dal 2009) |
| 2008                                                                                               | Spirito libero - Viaggi di voce 1992-2008 - Primo cofanetto antologico - Pubblicato: 21 novembre 2008 - Etichetta: Dischi di cioccolata - Formato: CD         | 5           | —           | - ITA: - Platino (3) (pre-FIMI) - Platino (dal 2009) | - ITA: - 270 000+ (pre-FIMI) - 60 000+ (dal 2009) |
| "—" indica una pubblicazione che non si è classificata o che non è stata pubblicata in quel Paese. | |             |             |                                                      |                                                   |

### Album dal vivo
| Anno                                                                                               | Titolo | Classifiche | Certificazioni | Unità           |
| Anno                                                                                               | Titolo | ITA         | Certificazioni | Unità           |
| -------------------------------------------------------------------------------------------------- | --- | ----------- | -------------- | --------------- |
| 1996                                                                                               | Strano il mio destino (Live & studio 95/96) - Pubblicato: 20 febbraio 1996 - Etichetta: Sony BMG - Formato: CD | 2           | - ITA: Platino | - ITA: 100 000+ |
| 2005                                                                                               | MTV Unplugged (Giorgia) - Pubblicato: 10 giugno 2005 - Etichetta: Dischi di cioccolata - Formato: CD           | 2           | - ITA: Platino | - ITA: 130 000+ |
| 2018                                                                                               | Oronero Live - Pubblicato: 19 gennaio 2018 - Etichetta: Sony Music - Formato: CD, LP, download digitale        | —           |                |                 |
| "—" indica una pubblicazione che non si è classificata o che non è stata pubblicata in quel Paese. | |             |                |                 |

### Album di cover
| Anno | Titolo | Classifiche | Classifiche | Unità          | Certificazioni |
| Anno | Titolo | ITA         | SWI         | Unità          | Certificazioni |
| ---- | --- | ----------- | ----------- | -------------- | -------------- |
| 2018 | Pop Heart - Pubblicato: 16 novembre 2018 - Etichetta: Microphonica, Sony - Formato: CD, LP, download digitale - Certificazione FIMI: 1xPlatino | 2           | 44          | - ITA: Platino | - ITA: 50 000+ |

### Album pubblicati nel mercato internazionale
- 1993 – Natural Woman (Live in Rome)
- 1993 – One More Go Round
- 1994 – Tuttinpiedi (Germania)
- 1995 – Come Thelma & Louise (Giappone)
- 1997 – Dimmi dove sei (Germania)
- 1997 – Mangio troppa cioccolata (Germania, Svezia, Portogallo, Austria, Paesi Bassi, Francia)
- 1999 – Giorgia Mexico (Spagna, Portogallo, America latina)
- 2001 – Senza ali (Francia)
- 2002 – E poi (Paesi Bassi, Belgio, Lussemburgo)
- 2002 – Greatest Hits (Le cose non vanno mai come credi) (Paesi Bassi, Belgio, Lussemburgo)
- 2002 – Greatest Hits (Canada)
- 2012 – Dietro le apparenze (Regno Unito, Stati Uniti, Paesi Bassi)
- 2012 – Italia Loves Emilia - La raccolta (Svizzera, Regno Unito)
- 2013 – Senza paura (copia digitale disponibile in tutto il mondo)

### Extended play
| Anno | Titolo |
| ---- | --- |
| 2008 | Giorgia - Live alla Casa del Jazz - Pubblicato: 5 febbraio 2008 - Etichetta: Sony BMG - Formato: download digitale |

### DVD
- 2004 – Ladra di vento live 03/04
- 2005 – MTV Unplugged Giorgia
- 2018 – Oronero Live

## Singoli

### Come artista principale
| Anno                                                                                               | Titolo                                     | Classifiche | Certificazioni                                   | Unità                                             | Album di provenienza                             |
| Anno                                                                                               | Titolo                                     | ITA         | Certificazioni                                   | Unità                                             | Album di provenienza                             |
| -------------------------------------------------------------------------------------------------- | ------------------------------------------ | ----------- | ------------------------------------------------ | ------------------------------------------------- | ------------------------------------------------ |
| 1994                                                                                               | E poi                                      | 6           |                                                  |                                                   | Giorgia                                          |
| 1994                                                                                               | Nessun dolore                              | —           |                                                  |                                                   | Giorgia                                          |
| 1995                                                                                               | Come saprei                                | 1           | - ITA: Oro (dal 2009)                            | - ITA: 25 000+ (dal 2009)                         | Come Thelma & Louise                             |
| 1995                                                                                               | Riguarda noi                               |             |                                                  |                                                   | Come Thelma & Louise                             |
| 1995                                                                                               | C'è da fare                                | 32          |                                                  |                                                   | Come Thelma & Louise                             |
| 1995                                                                                               | E c'è ancora mare                          | —           |                                                  |                                                   | Come Thelma & Louise                             |
| 1996                                                                                               | Strano il mio destino                      | 8           |                                                  |                                                   | Strano il mio destino: Live & Studio 95-96       |
| 1997                                                                                               | Un'ora sola ti vorrei                      | —           |                                                  |                                                   | Mangio troppa cioccolata                         |
| 1997                                                                                               | Dimmi dove sei                             | —           |                                                  |                                                   | Mangio troppa cioccolata                         |
| 1997                                                                                               | Un amore da favola                         | —           |                                                  |                                                   | Mangio troppa cioccolata                         |
| 1998                                                                                               | In vacanza con me                          | —           |                                                  |                                                   | Mangio troppa cioccolata                         |
| 1998                                                                                               | Ho voglia di ricomminciare                 | —           |                                                  |                                                   | Mangio troppa cioccolata                         |
| 1999                                                                                               | Il cielo in una stanza                     | 14          |                                                  |                                                   | Girasole                                         |
| 1999                                                                                               | Parlami d'amore                            | —           |                                                  |                                                   | Girasole                                         |
| 1999                                                                                               | Girasole                                   | 8           | - ITA: Oro (dal 2009)                            | - ITA: 50 000+ (dal 2009)                         | Girasole                                         |
| 1999                                                                                               | Tradirefare                                | 22          |                                                  |                                                   | Girasole                                         |
| 1999                                                                                               | Io come te                                 | —           |                                                  |                                                   | Girasole                                         |
| 2001                                                                                               | Di sole e d'azzurro                        | —           | - ITA: Oro (dal 2009)                            | - ITA: 50 000+ (dal 2009)                         | Senza ali                                        |
| 2001                                                                                               | Senza ali                                  | —           |                                                  |                                                   | Senza ali                                        |
| 2001                                                                                               | Save the world                             |             |                                                  |                                                   | Senza ali                                        |
| 2001                                                                                               | Un sole dentro al cuore                    | —           |                                                  |                                                   | Senza ali                                        |
| 2002                                                                                               | Vivi davvero                               | 5           |                                                  |                                                   | Greatest Hits - Le cose non vanno mai come credi |
| 2002                                                                                               | Marzo                                      | —           |                                                  |                                                   | Greatest Hits - Le cose non vanno mai come credi |
| 2003                                                                                               | Gocce di memoria                           | 1           | - ITA: - Platino (2) (pre-FIMI) - Oro (dal 2009) | - ITA: - 100 000+ (pre-FIMI) - 25 000+ (dal 2009) | Ladra di vento                                   |
| 2003                                                                                               | Spirito libero                             | 5           |                                                  |                                                   | Ladra di vento                                   |
| 2003                                                                                               | L'eternità                                 | —           |                                                  |                                                   | Ladra di vento                                   |
| 2005                                                                                               | Infinite volte                             | —           |                                                  |                                                   | MTV Unplugged                                    |
| 2007                                                                                               | Parlo con te                               | 19          |                                                  |                                                   | Stonata                                          |
| 2007                                                                                               | La La Song (non credo di essere al sicuro) | —           |                                                  |                                                   | Stonata                                          |
| 2008                                                                                               | Ora basta                                  | —           |                                                  |                                                   | Stonata                                          |
| 2008                                                                                               | Poche parole (con Mina)                    | 22          |                                                  |                                                   | Stonata                                          |
| 2008                                                                                               | Per fare a meno di te                      | 6           |                                                  |                                                   | Spirito libero - Viaggi di voce 1992-2008        |
| 2011                                                                                               | Il mio giorno migliore                     | 6           | - ITA: Platino                                   | - ITA: 50 000+                                    | Dietro le apparenze                              |
| 2011                                                                                               | È l'amore che conta                        | 9           | - ITA: Platino                                   | - ITA: 30 000+                                    | Dietro le apparenze                              |
| 2011                                                                                               | Inevitabile (feat. Eros Ramazzotti)        | 9           | - ITA: Platino                                   | - ITA: 30 000+                                    | Dietro le apparenze                              |
| 2012                                                                                               | Dove sei                                   | —           |                                                  |                                                   | Dietro le apparenze                              |
| 2012                                                                                               | Tu mi porti su (feat. Jovanotti)           | 6           | - ITA: Platino (2)                               | - ITA: 60 000+                                    | Dietro le apparenze                              |
| 2013                                                                                               | Quando una stella muore                    | 10          | - ITA: Platino                                   | - ITA: 30 000+                                    | Senza paura                                      |
| 2013                                                                                               | I Will Pray (Pregherò) (feat. Alicia Keys) | 17          | - ITA: Oro                                       | - ITA: 15 000+                                    | Senza paura                                      |
| 2014                                                                                               | Non mi ami                                 | 5           | - ITA: Platino                                   | - ITA: 30 000+                                    | Senza paura                                      |
| 2014                                                                                               | Io fra tanti                               | 28          | - ITA: Oro                                       | - ITA: 15 000+                                    | Senza paura                                      |
| 2014                                                                                               | La mia stanza                              | —           |                                                  |                                                   | Senza paura                                      |
| 2016                                                                                               | Oronero                                    | 18          | - ITA: Platino                                   | - ITA: 50 000+                                    | Oronero                                          |
| 2017                                                                                               | Vanità                                     | 48          | - ITA: Platino                                   | - ITA: 50 000+                                    | Oronero                                          |
| 2017                                                                                               | Credo                                      | 54          | - ITA: Platino                                   | - ITA: 50 000+                                    | Oronero                                          |
| 2017                                                                                               | Scelgo ancora te                           | 84          | - ITA: Platino                                   | - ITA: 50 000+                                    | Oronero                                          |
| 2017                                                                                               | Come neve (con Marco Mengoni)              | 3           | - ITA: Platino (2)                               | - ITA: 100 000+                                   | Oronero                                          |
| 2018                                                                                               | Le tasche piene di sassi                   | 42          | - ITA: Oro                                       | - ITA: 25 000+                                    | Pop Heart                                        |
| 2018                                                                                               | Una storia importante                      | —           |                                                  |                                                   | Pop Heart                                        |
| 2019                                                                                               | Sweet Dreams (Are Made of This)            | —           |                                                  |                                                   | Pop Heart                                        |
| 2019                                                                                               | Lei verrà                                  | —           |                                                  |                                                   | Pop Heart                                        |
| 2019                                                                                               | I Feel Love                                | —           |                                                  |                                                   | Pop Heart                                        |
| 2022                                                                                               | Normale                                    | —           |                                                  |                                                   | Blu                                              |
| 2023                                                                                               | Parole dette male                          | 18          | - ITA: Oro                                       | - ITA: 50 000+                                    | Blu                                              |
| 2023                                                                                               | Senza confine                              | —           |                                                  |                                                   | Blu                                              |
| 2024                                                                                               | Niente di male                             | 84          |                                                  |                                                   | TBA                                              |
| 2025                                                                                               | La cura per me                             | 2           | - ITA: Platino                                   | - ITA: 200 000+                                   | TBA                                              |
| 2025                                                                                               | L'unica                                    | 60          |                                                  |                                                   | TBA                                              |
| "—" indica una pubblicazione che non si è classificata o che non è stata pubblicata in quel Paese. |                                            |             |                                                  |                                                   |                                                  |

### Come artista ospite
| Anno                                                                                               | Titolo                                                     | Classifiche | Certificazioni                                      | Unità                                                    | Album di provenienza                  |
| Anno                                                                                               | Titolo                                                     | ITA         | Certificazioni                                      | Unità                                                    | Album di provenienza                  |
| -------------------------------------------------------------------------------------------------- | ---------------------------------------------------------- | ----------- | --------------------------------------------------- | -------------------------------------------------------- | ------------------------------------- |
| 1995                                                                                               | Vivo per lei (Andrea Bocelli feat. Giorgia)                | 43          | - FRA: Platino - BEL: Platino - ESP: Oro (dal 2005) | - FRA: 500 000+ - BEL: 50 000+ - ESP: 30 000+ (dal 2005) | Bocelli                               |
| 2002                                                                                               | We've got tonight (Ronan Keating feat. Giorgia)            | —           |                                                     |                                                          | Destination                           |
| 2007                                                                                               | Vento di passione (Pino Daniele feat. Giorgia)             | 23          | - ITA: Oro (dal 2009)                               | - ITA: 50 000+ (dal 2009)                                | Il mio nome è Pino Daniele e vivo qui |
| 2008                                                                                               | Ignudi fra i nudisti (Elio e le Storie Tese feat. Giorgia) | —           |                                                     |                                                          | Studentessi                           |
| 2009                                                                                               | Salvami (Gianna Nannini feat. Giorgia)                     | 1           | - ITA: Platino (2)                                  | - ITA: 100 000+                                          | Giannadream - Solo i sogni sono veri  |
| 2019                                                                                               | Scatola nera (Gemitaiz e MadMan feat. Giorgia)             | 13          | - ITA: Oro                                          | - ITA: 35 000+                                           | Scatola nera                          |
| 2022                                                                                               | Parentesi (Mara Sattei feat. Giorgia)                      | 56          | - ITA: Oro                                          | - ITA: 50 000+                                           | Universo                              |
| 2023                                                                                               | L’ultima canzone (Geolier feat. Giorgia)                   | 40          | - ITA: Oro                                          | - ITA: 50 000+                                           | Il coraggio dei bambini - atto II     |
| 2025                                                                                               | La mia vittoria (Luchè feat. Giorgia e Marracash)          | 46          |                                                     |                                                          | Il mio lato peggiore                  |
| "—" indica una pubblicazione che non si è classificata o che non è stata pubblicata in quel Paese. |                                                            |             |                                                     |                                                          |                                       |

Singoli di beneficenza
- 1996 – The Power Of Peace - (con Aretha Franklin, Oleta Adams, Chris de Burgh, Enrique Iglesias, Peabo Bryson, Gerald Levert, Kenny Rogers tratto dall'album The Power Of Peace in supporto del CARE) (solo per il mercato statunitense)
- 2009 – Domani 21/04.2009 (con Jovanotti, Negramaro, Tiziano Ferro, Elisa e molti altri)
- 2010 – Donna d'Onna (con Gianna Nannini, Laura Pausini, Fiorella Mannoia ed Elisa), contenuto nel DVD Amiche per l'Abruzzo

## Duetti e collaborazioni
- 1979 – Chiamatemi Andrea (Cristina Montefiorino feat. Giorgia, 45 giri Chiamatemi Andrea/Rocky blu)
- 1994 – Che goccia sei (Mario Amici feat. Giorgia, tratto dall'EP Mario Amici)
- 1994 – Uomo nero (Alan Soul alias Giulio Todrani feat. Giorgia, tratto dall'album Giorgia)
- 1994 – Canto di Natale (Andrea Bocelli feat. Giorgia, tratto dal DVD e pubblicato nel 2008 Natale in Vaticano)
- 1995 – Santa Lucia Luntana (Luciano Pavarotti feat. Giorgia, tratto dagli album Pavarotti&Friends 2)
- 1995 – Vivo per lei (Andrea Bocelli feat. Giorgia, tratto dagli album Bocelli, Romanza e dal nuovo best of Vivere)
- 1996 – The Power of Peace (Aretha Franklin feat. Oleta Adams, Chris de Burgh, Enrique Iglesias, Peabo Bryson, Gerald Levert, Kenny Rogers e Giorgia, tratto dall'album The Power of Peace in supporto del CARE)
- 1996 – Endless Love (Michael Baker feat. Giorgia, tratto dall'album Strano il mio Destino live/studio 1996)
- 1996 – T.V.U.M.D.B. (Elio e le Storie Tese feat. Giorgia, tratto dall'album Eat the Phikis)
- 1996 – Li immortacci (Elio e le Storie Tese feat. Giorgia, tratto dall'album Eat the Phikis)
- 1997 – Scirocco d'Africa (Pino Daniele feat. Giorgia, tratto dall'album Dimmi cosa succede sulla terra)
- 2000 – Giorgia duetta con Lionel Richie su All Night Long (All Night) al Summer Festival di Lucca
- 2000 – Giorgia duetta live con Ray Charles sulle note di Georgia on My Mind in occasione del Summer Festival di Lucca
- 2001 – Save the World (Aisha feat. Giorgia, tratto dall'album Senza ali)
- 2001 – Il mare sconosciuto (con Herbie Hancock tratto dall'album Senza ali)
- 2002 – We've Got Tonight (Ronan Keating feat. Giorgia, tratto dall'album Destination)
- 2005 – Industrial (appuntamenti maledetti) (Jetlag feat. Giorgia, tratto dall'album On the air)
- 2005 – Luna crescente (Giorgia scrive il testo del brano di Syria tratto dall'album Non è peccato)
- 2005 – Non sono (Giorgia canta i cori nel brano di Syria tratto dall'album Non è peccato)
- 2005 – I Heard It Through the Grapevine (Ricky Fanté feat. Giorgia, tratto dall'album MTV Unplugged)
- 2005 – Redonne-moi ta confiance (Roch Voisine feat. Giorgia, tratto dall'album Sauf si l'amour...) (solo per i paesi di lingua francese)
- 2005 – La gatta (sul tetto) (Terence Blanchard feat. Giorgia, tratto dall'album MTV unplugged)
- 2005 – E poi (con Terence Blanchard tratto dall'album MTV unplugged)
- 2005 – Spirito libero (Terence Blanchard feat. Giorgia, tratto dall'album MTV unplugged)
- 2006 – Esprimiti (Emanuel Lo feat. Giorgia, tratto dall'album Più tempo...)
- 2006 – Petali di rosa (Giorgia scrive il testo del brano di Emanuel Lo, tratto dall'album Più tempo...)
- 2007 – Vento di passione e Il giorno e la notte (Pino Daniele feat. Giorgia, tratto dall'album Il mio nome è Pino Daniele e vivo qui)
- 2007 – Più (con Fiorello per la colonna sonora del film Voce del verbo amore)
- 2007 – Resta qui (con Tormento tratto dall'album Alibi Giorgia scrive i Controcanti)
- 2007 – Poche parole (Mina feat. Giorgia, tratto dall'album Stonata)
- 2007 – Vieni fuori (Diana Winter feat. Giorgia, tratto dall'album Stonata)
- 2007 – Adesso lo sai (Emanuel Lo feat. Giorgia, tratto dall'album Stonata)
- 2008 – Gli ultimi brividi (Nevio feat. Giorgia, tratto dall'album Due)
- 2008 – Il direttore (Frankie hi-nrg mc feat. Giorgia, tratto dall'album DePrimoMaggio)
- 2008 – Ignudi fra i nudisti (Elio e le Storie Tese feat. Giorgia, tratto dall'album Studentessi)
- 2009 – Salvami (Gianna Nannini feat. Giorgia, tratto dall'album Giannadream - Solo i sogni sono veri)
- 2010 – Donna d'Onna (Gianna Nannini feat. Giorgia, Laura Pausini, Fiorella Mannoia ed Elisa)
- 2010 – Pour Que l'Amour Me Quitte (Elisa feat. Giorgia, tratto dall'album Ivy)
- 2011 – Inevitabile (Eros Ramazzotti feat. Giorgia, tratto dall'album Dietro le apparenze)
- 2011 – Tu mi porti su (Jovanotti feat. Giorgia, tratto dall'album Dietro le apparenze)
- 2013 – I Will Pray (pregherò) (Alicia Keys feat. Giorgia, tratto dall'album Senza paura)
- 2013 – Did i lose you (Olly Murs feat. Giorgia, tratto dall'album Senza paura)
- 2013 – Near You (Nicola Piovani feat. Giorgia, tratto dall'album Piovani Cantabile)
- 2013 – E Lulabai (Nicola Piovani feat. Giorgia, tratto dall'album Piovani Cantabile)
- 2016 – De Profundis (Enzo Avitabile feat. Giorgia, tratto dall'album Lotto infinito)
- 2017 – Come neve (Marco Mengoni feat. Giorgia, tratto dall'album Oronero Live)
- 2018 – Il conforto (con Tiziano Ferro tratto dall'album Pop Heart)
- 2019 – Scatola nera (Gemitaiz e MadMan feat. Giorgia, tratto dall'album omonimo)
- 2022 – Parentesi (Mara Sattei feat. Giorgia, tratto dall'album Universo)
- 2022 – Luglio (Elisa feat. Elodie Giorgia e Roshelle, tratto dall'album Ritorno al futuro/Back to the Future)
- 2023 – L'ultima canzone (Geolier feat. Giorgia, tratto dall'album Il coraggio dei bambini)
- 2025 – La mia vittoria (Luchè feat. Giorgia e Marracash, tratto dall'album Il mio lato peggiore)

## Autrice e compositrice per altri artisti
Collaborazioni autorali e/o compositive sono elencate tra parentesi nella sezione titolo.
| Anno | Titolo | Artista          | Album            |
| ---- | --- | ---------------- | ---------------- |
| 1999 | Fuori dalla mia finestra (testo: Giorgia e Alex Baroni; musica: Massimo Calabrese, Marco Rinalduzzi, Marco D'Angelo) | Alex Baroni      | Ultimamente      |
| 2005 | Luna crescente (testo e musica: Giorgia e Syria)                                                                     | Syria            | Non è peccato    |
| 2009 | Inutili parole (testo e musica: Giorgia)                                                                             | Emanuel Lo       | Cambio tutto     |
| 2014 | In bilico (testo e musica: Giorgia e Norma Jean Martine)                                                             | Michele Bravi    | A passi piccoli  |
| 2017 | Con te (testo e musica: Giorgia, Stefano Maiuolo e Sergio Sylvestre)                                                 | Sergio Sylvestre | Sergio Sylvestre |

## Videografia
| Anno | Titolo                                                                     | Regista/i                          |
| ---- | -------------------------------------------------------------------------- | ---------------------------------- |
| 1995 | Come saprei                                                                | Stefano Salvati                    |
| 1995 | Riguarda noi                                                               | Stefano Salvati                    |
| 1997 | Un'ora sola ti vorrei                                                      |                                    |
| 1997 | Un amore da favola                                                         |                                    |
| 1997 | Dimmi dove sei                                                             |                                    |
| 1999 | Girasole                                                                   |                                    |
| 1999 | Parlami d'amore                                                            |                                    |
| 2001 | Save the World                                                             | Francesco Cabras, Alberto Molinari |
| 2002 | Vivi davvero                                                               | Nicolangelo Gelormini              |
| 2002 | Marzo                                                                      | Luca Tommassini                    |
| 2003 | Gocce di memoria                                                           | Gianluca Mazzella                  |
| 2003 | Spirito libero                                                             | Luca Tommassini                    |
| 2003 | L'eternita                                                                 | Luca Tommassini                    |
| 2004 | La gatta (sul tetto)                                                       | Luca Tommassini                    |
| 2005 | Infinite volte                                                             | Fabio Jansen                       |
| 2007 | Parlo con te                                                               | Daniele Persica                    |
| 2008 | La La Song (non credo di essere al sicuro)                                 | Luca Tommassini                    |
| 2008 | Ora basta                                                                  | Gaetano Morbioli                   |
| 2008 | Per fare a meno di te                                                      |                                    |
| 2010 | Donna d'Onna (con Fiorella Mannoia, Elisa, Laura Pausini e Gianna Nannini) | Gaetano Morbioli                   |
| 2011 | Il mio giorno migliore                                                     | Gaetano Morbioli                   |
| 2011 | È l'amore che conta                                                        | Gaetano Morbioli                   |
| 2011 | Inevitabile (feat. Eros Ramazzotti)                                        | Gaetano Morbioli                   |
| 2012 | Dove sei                                                                   | Emanuel Lo                         |
| 2012 | Tu mi porti su (feat. Jovanotti)                                           | Emanuel Lo                         |
| 2013 | Quando una stella muore                                                    | Gaetano Morbioli                   |
| 2014 | Non mi ami                                                                 | Emanuel Lo                         |
| 2014 | Io tra tanti                                                               | Emanuel Lo                         |
| 2014 | La mia stanza                                                              | Emanuel Lo                         |
| 2016 | Oronero                                                                    | YouNuts!                           |
| 2017 | Vanità                                                                     | Cosimo Alemà                       |
| 2017 | Credo                                                                      | Cosimo Alemà                       |
| 2017 | Scelgo ancora te                                                           | Emanuel Lo                         |
| 2017 | Come neve (feat. Marco Mengoni)                                            | YouNuts!                           |
| 2018 | Le tasche piene di sassi                                                   | Mauro Russo                        |
| 2018 | Una storia importante                                                      | Emanuel Lo                         |
| 2019 | I Feel Love                                                                | Emanuel Lo                         |
| 2023 | The First Day of My Life                                                   | Paolo Genovese                     |
| 2023 | Parole dette male                                                          | Emanuel Lo                         |
| 2023 | Senza confine                                                              | Emanuel Lo                         |
| 2024 | Niente di male                                                             | Bryan Rosero                       |
| 2025 | La cura per me                                                             |                                    |
| 2025 | L'unica                                                                    |                                    |

### Partecipazioni in videoclip di altri artisti
| Anno | Titolo               | Artista                             | Regista/i                                |
| ---- | -------------------- | ----------------------------------- | ---------------------------------------- |
| 2002 | We've Got Tonite     | Ronan Keating feat. Giorgia         | Luca Tommassini                          |
| 2008 | Ignudi tra i nudisti | Elio e le Storie Tese feat. Giorgia | Maccio Capatonda                         |
| 2009 | Domani               | Artisti Uniti per l'Abruzzo         | Ambrogio Lo Giudice                      |
| 2009 | Falso movimento      | Gianna Nannini feat. Giorgia        | Gaetano Morbioli                         |
| 2019 | C'è da fare          | Kessisoglu & Friends per Genova     | Lele Biscussi, Gianluca "Calu" Montesano |
| 2012 | A muso duro          | Italia Loves Emilia                 | Riccardo Guernieri                       |
| 2022 | Parentesi            | Mara Sattei feat. Giorgia           | YouNuts!                                 |

## Film contenenti brani di Giorgia
- 1999 – Il cielo in una stanza -  contiene Il cielo in una stanza '99
- 2003 – La finestra di fronte - contiene Gocce di memoria
- 2004 – Amori in corsa - contiene Vivi davvero
- 2005 – Romanzo criminale - contiene I heard it through the grapevine
- 2007 – Voce del verbo amore - contiene Più (con Fiorello)
- 2008 – Solo un padre - contiene Per fare a meno di te
- 2008 – Euclide era un bugiardo - Un amore da favola
- 2008 – La stella della porta accanto - contiene La La Song (non credo di essere al sicuro)
- 2009 – Il grande sogno - contiene Ora lo so
- 2010 – Cattivissimo me - contiene Tu sei
- 2023 – Il primo giorno della mia vita - contiene First day of my life
- 2023 – Scordato - contiene Tu che sei parte di me
- 2024 – Oceania 2 - contiene Perditi
- 2024 – Diamanti - contiene Diamanti